# Bart Vertenten
Bart Vertenten (Beveren, 13 mei 1988) is een Belgisch voormalig voetbalscheidsrechter. Hij was tussen 2014 en 2018 internationaal scheidsrechter bij wedstrijden van FIFA en UEFA. Ook leidde hij wedstrijden in de Jupiler Pro League. Hij werkt als radioloog.

## Carrière
Op 4 augustus 2012 leidde Vertenten zijn eerste wedstrijd in de Belgische eerste divisie. De wedstrijd tussen Cercle Brugge en KV Kortrijk eindigde in een 1-2 overwinning voor Kortrijk. Hij gaf in dit duel twee gele kaarten en één rode. Door zijn optreden in dit duel werd hij de jongste scheidsrechter ooit in de Belgische competitie. Op 22 juli 2018 leidde Vertenten de Belgische Supercup tussen Club Brugge en Standard Luik. De wedstrijd eindigde in een 2–1 overwinning voor Club Brugge.
Vertenten maakte zijn interlanddebuut op 5 maart 2014 toen hij de vriendschappelijke wedstrijd tussen Luxemburg en Kaapverdië leidde. Die wedstrijd eindigde in een 0–0 gelijkspel. Geen enkele speler kreeg een gele en/of rode kaart. Hetzelfde jaar maakte hij zijn debuut in de tweede kwalificatieronde van de Europa League. Op 17 juli 2014 leidde hij de wedstrijd tussen FK Budućnost Podgorica en Omonia Nicosia. De wedstrijd eindigde met een 0–2 overwinning voor Nicosia.  Op 20 mei 2018 leidde hij een wedstrijd in de Chinese Super League. Hij leidde daar de wedstrijd tussen Shanghai SIPG en Jiangsu Suning die eindigde in een 2–0 overwinning voor de thuisploeg.

### Verdacht van matchfixing
Op 11 oktober 2018 werd Vertenten aangehouden in een onderzoek (Operatie Propere Handen) van het federaal parket. Hij wordt verdacht van matchfixing. Vertenten en collega-scheidsrechter Sébastien Delferière werden geschorst door de KBVB. Bovendien werd van beide bovenstaande Belgische scheidsrechters de FIFA-badge ontnomen.

## Interlands
| Datum            | Plaats               | Wedstrijd              | Uitslag | Competitie           | Kreeg geel | Kreeg voor de tweede keer geel en dus rood | Weggestuurd |
| ---------------- | -------------------- | ---------------------- | ------- | -------------------- | ---------- | ------------------------------------------ | ----------- |
| 5 maart 2014     | Luxemburg, Luxemburg | Luxemburg – Kaapverdië | 0 – 0   | Vriendschappelijk    | 0          | 0                                          | 0           |
| 8 juni 2016      | Lissabon, Portugal   | Portugal – Estland     | 7 – 0   | Vriendschappelijk    | 1          | 0                                          | 0           |
| 9 oktober 2017   | Chisinau, Moldavië   | Moldavië - Oostenrijk  | 0 – 1   | WK 2018 kwalificatie | 5          | 1                                          | 0           |
| 14 november 2017 | Cardiff, Wales       | Wales – Panama         | 1 – 1   | Vriendschappelijk    | 5          | 0                                          | 0           |
| 27 maart 2018    | Luik, België         | Japan – Oekraïne       | 1 – 2   | Vriendschappelijk    | 2          | 0                                          | 0           |